# Marcos Pirchio
Marcos Emiliano Pirchio (Casilda, 25 gennaio 1986) è un ex calciatore argentino, di ruolo attaccante.

## Caratteristiche tecniche
È un centravanti.

## Palmarès
- Campionato argentino: 1

Estudiantes: 2006 (A)
- Campionato ecuadoriano: 1

Deportivo Quito: 2009